# El Al
Az El Al Israel Airlines Ltd. (héberülː אל על נתיבי אויר לישראל בע״מ), kereskedelmi nevén az El Al (héberülː אל על, jelentése magyarulː "felfelé", ELעלALאל-ként stilizálva) Izrael nemzeti légitársasága. 1948-as alapítása óta a légitársaság mára több mint 50 célállomást szolgál ki, menetrend szerinti belföldi és nemzetközi járatokat, valamint teherszállító járatokat üzemeltet Izraelen belül, illetve Európába, a Közel-Keletre, Észak- és Dél-Amerikába, Afrikába és a Távol-Keletre. Bázisa a tel-avivi Ben-Gurion nemzetközi repülőtér.
Az El Al az egyetlen kereskedelmi légitársaság a világon, amely repülőgépeit rakétavédelmi rendszerrel szerelte fel, hogy megvédje gépeit az irányított rakétákkal szemben, és a világ egyik legbiztonságosabb légitársaságának számít, köszönhetően a szigorú biztonsági eljárásoknak, mind a földön, mind a repülőgépek fedélzetén. Bár számos gépeltérítési kísérlet és terrortámadás célpontja volt, az El Al járatai közül eddig csak egyet sikerült eltéríteni; ez az eset nem követelt halálos áldozatokat.
Izrael nemzeti légitársaságaként az El Al fontos szerepet játszott a humanitárius mentőakciókban, más országokból Izraelbe szállított zsidó menekülteket, és a Salamon-művelet révén felállította az egy repülőgépen egyszerre szállított legtöbb utas világrekordját, (egy Boeing 747-es repülőgépen, 1088 utassal), amikor 1991-ben 14 500 zsidó menekültet szállítottak Izraelbe Etiópiából.
A légitársaság gépein csak kóser ételeket szolgálnak fel, és szombati napokon, valamint a zsidó vallási ünnepeken üzemszünet van.
Jelenleg (2023) egy 44 darab, kizárólag Boeing gépekből álló flottát üzemeltet. A vállalat 2016-os bevétele 2040 millió amerikai dollár volt, 81 millió dolláros veszteséggel, szemben a 2010-es 57 millió dolláros nyereséggel. 2018-ban a vállalat bevétele 7,7 milliárd dollár volt, nettó 187,55 millió dolláros veszteség mellett. 2020 júliusában, miután a Covid19-világjárvány miatt Izraelben és külföldön is több százmillió dolláros veszteséget szenvedett el, miután a járatok leállítására és elbocsátásokra kényszerült. Az izraeli kormány mentőcsomagot nyújtott a cégnek, és egy magánvállalat még az év szeptemberében felvásárolta az El Al irányadó részesedését (42,85%), a kormány pedig a fennmaradt részvényeket (15%).

## Története

### Alapítás

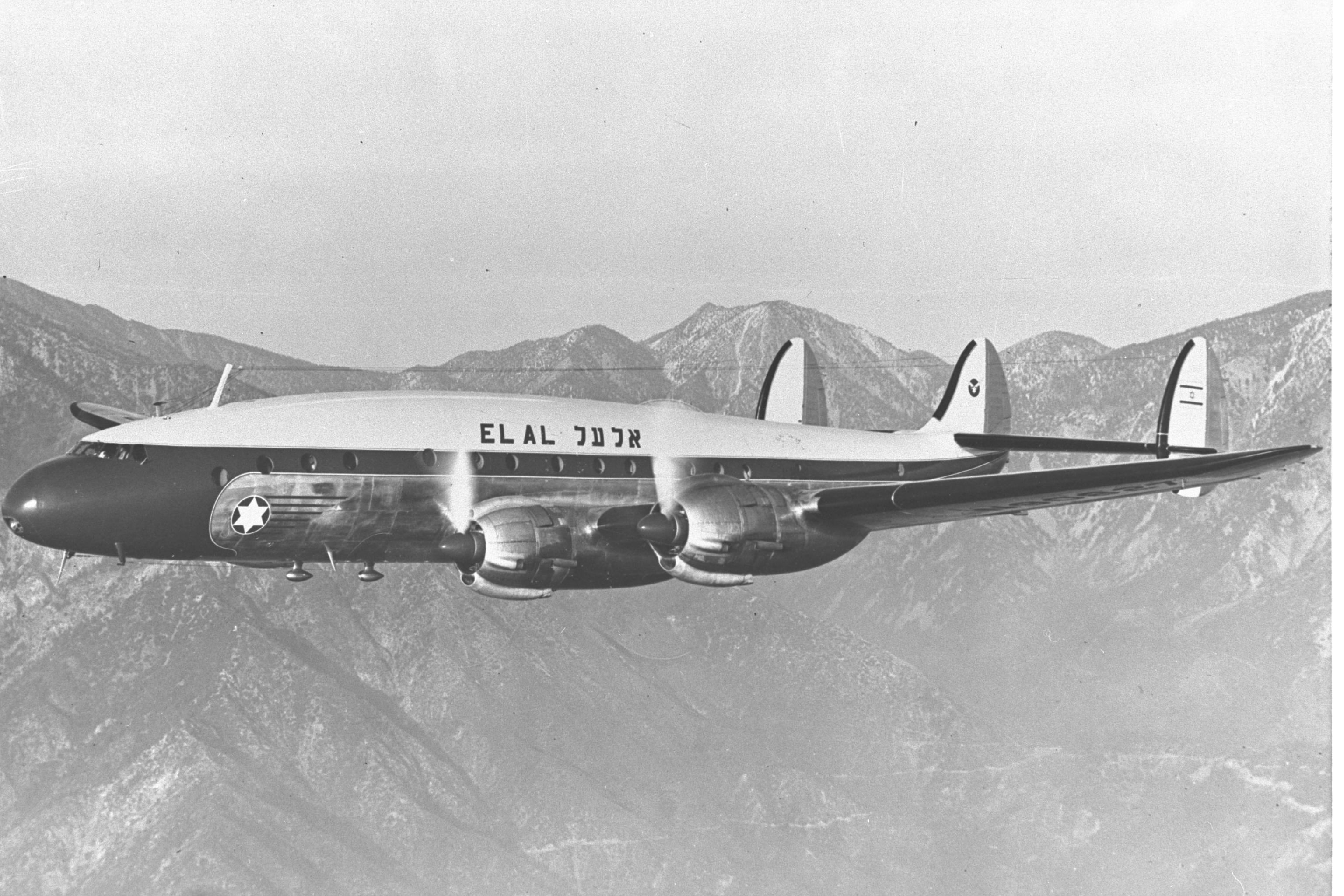
Az El Al egyik Lockheed Constellationja 1951-ben

1948 szeptemberében Izrael első elnöke, Háim Weizmann részt vett egy konferencián a svájci Genfben. Weizmann a tervek szerint egy izraeli kormánygéppel repült volna vissza Izraelbe, de az államra akkoriban elrendelt embargó miatt ez nem volt lehetséges. Ehelyett egy izraeli C-54-es katonai szállító repülőgépet alakítottak át polgári repülőgéppé, hogy hazaszállítsa az elnököt. A repülőgépre az "El Al/Israel National Aviation Company" feliratot festették, és extra üzemanyagtartályokkal látták el, hogy lehetővé tegye a megállás nélküli repülést Genfből Izraelbe. A gép szeptember 28-án szállt fel az ekroni légibázisról, és másnap tért oda vissza. A küldetés után a repülőgépet visszafestették, és visszaadták a hadseregnek.
Az új vállalatot 1948. november 15-én jegyezték be mint Izrael nemzeti légitársaságát. 1949 februárjáig bérelt repülőgépeket használt, amikor is két nyomás nélküli DC-4-est vásároltak az American Airlines-tól. A beszerzést az izraeli kormány, a Jewish Agency és más zsidó szervezetek finanszírozták. Az első gép 1949. április 3-án érkezett meg a Lod repülőtérre (jelenlegi nevén Ben-Gurion). A vállalat élére egy dél-afrikai ügyvéd, Aryeh Pincus került. Az első nemzetközi El Al-járat Tel-Avivból Párizsba, római megállóval, 1949. július 31-én indult. 1949 végére a légitársaság már Londonba és Johannesburgba is szállított utasokat. 1949-ben megalakult egy állami tulajdonú belföldi légitársaság, az Israel Inland Airlines, amelyben az El Al 50%-os részesedéssel rendelkezett.
A légitársaság zsidó hagyományoknak megfelelő működtetése már a kezdetektől fogva viták forrása volt; amikor David Ben-Gurion izraeli miniszterelnök megalakította első koalícióját, a konzervatív zsidó pártok közölték, hogy csak abban az esetben hajlandóak csatlakozni, amennyiben az állami légitársaság csak kóser ételeket szolgál fel járatain, és szombatonként nem repül.

### 1950-es évek

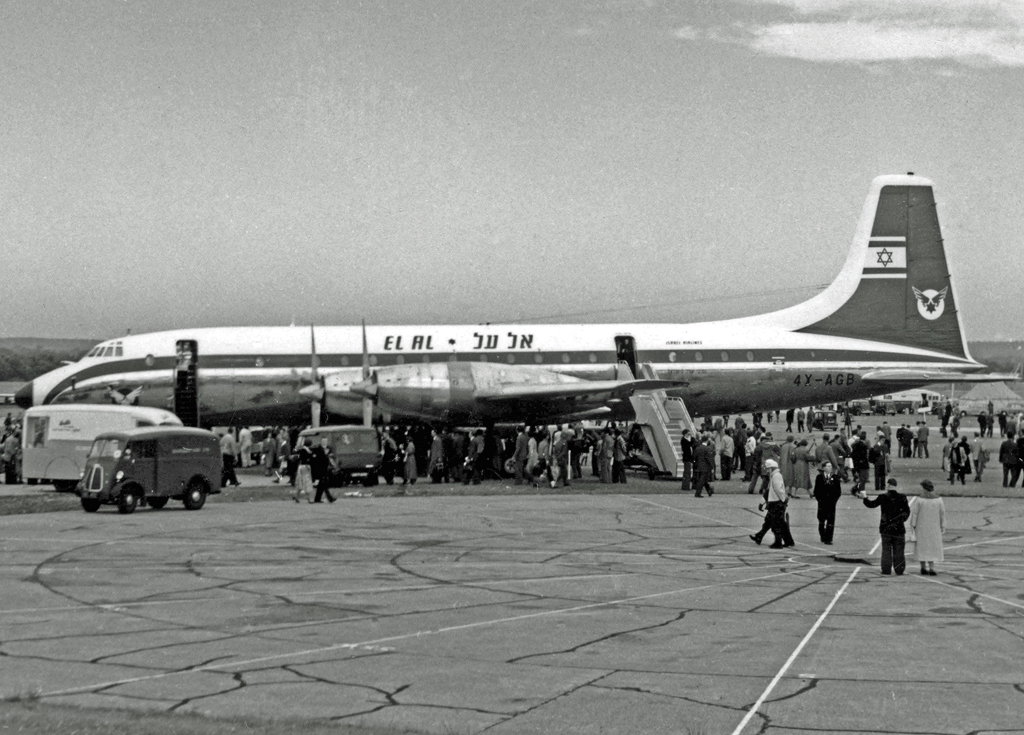
Az El Al Bristol Britannia típusú gépe

A Londonba tartó menetrend szerinti járatot 1950 közepén indították el. Még ebben az évben az El Al felvásárolta a dél-afrikai cionisták tulajdonában lévő Universal Airways-t. Az El Al 1950-ben indította el teherszállító szolgáltatását, amely kezdetben feleslegessé vált Curtiss C-46 Commando repülőgépekre támaszkodott. Ugyanezt a repülőgéptípust használták bizonyos útvonalakon az utasok szállítására is. Ugyanebben az évben a légitársaság charterjáratokat indított az Egyesült Államokba, ahová nem sokkal később menetrend szerinti járatok is indultak. 1950-1951-ben az El Al kiterjesztette tevékenységét Európában, és a lista olyan új célállomásokkal bővült, mint Bécs, Isztambul, Athén és Nicosia. 1950. július 31-én ünnepelte a vállalat menetrend szerinti járatprogramjának első évfordulóját.
A légitársaság számos titkos katonai műveletben vett részt: Az 1950-es évek elején az El Al több mint 160 000 bevándorlót szállított Izraelbe Iránból, Irakból és Jemenből a Varázsszőnyeg- az Ezra- és a Nehemia hadműveletek keretében. Adolf Eichmann-t, 1960-as titkos elrablása és bíróság elé állítása során az El Al egyik gépén szállították Argentínából Izraelbe. 1955-ben, miután néhány évig Lockheed Constellationokat használtak, a légitársaság két Bristol Britannia repülőgépet vásárolt. Az El Al volt a második légitársaság a világon, amely ezzel a géppel repült a British Overseas Airways Corporation után. 1958-ban az El Al újsághirdetést adott fel az Egyesült Államokban, amelyben egy "összezsugorodott" Atlanti-óceánt ábrázolt ("December 23-tól az Atlanti-óceán 20%-kal kisebb lesz"), hogy non-stop transzatlanti járatait népszerűsítse. Ez merész lépés volt: a légitársaságok addig nem használtak az óceánról készült képeket a reklámjaikban, mivel a közvélemény tartott a repülőgép-szerencsétlenségektől. A reklám azonban mégis hatékonynak bizonyultː egy éven belül az El Al forgalma megháromszorozódott.

### A nyereséges légitársaság

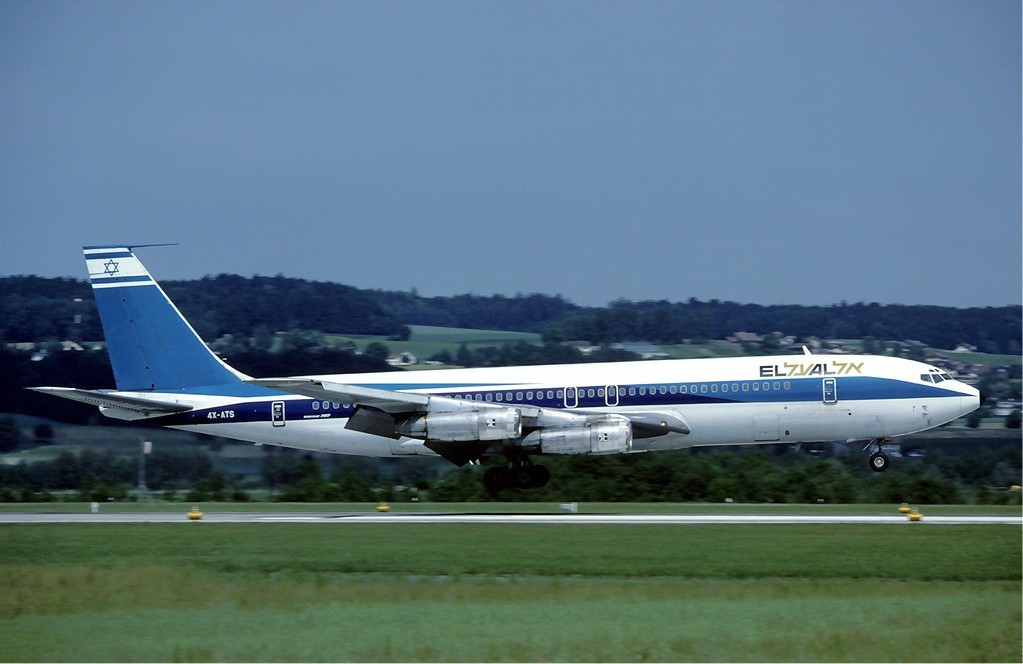
Boeing 707

A Britannia típusú gépek használata, valamint a transzatlanti járatok elindítása ellenére a légitársaság veszteséges maradt. A Britannia gépeket a következő évtizedben Boeing 707-es és Boeing 720-as sugárhajtású repülőgépek váltották fel. Az első év, amikor az El Al nyereséget termelt, 1960 volt. Abban az évben az Izraelbe érkező külföldiek több mint 50 százaléka az El Al járatain érkezett. 1961. június 15-én a légitársaság felállította a leghosszabb non-stop kereskedelmi járat világrekordját: az egyik Boeing 707-es New Yorkból Tel-Avivba repült, és 9 óra 33 perc alatt 5 760 mérföldet (9 270 km) tett meg. Ekkorra az El Al évente 56 000 utast szállított, nagyjából annyit, mint a Qantas, és többet, mint a Loftleiðir. Az El Al sikere az 1960-as évek végén is folytatódottː 1968-ban menetrend szerinti járatokat indítottak Bukarestbe, és elindultak az első teherszállító járatok Európába és az Egyesült Államokba. A légitársaság egy vendéglátóipari leányvállalatot is alapított, a Teshet Tourism and Aviation Services Ltd-t. Mindezek a vállalkozások abban az évben 2 millió dollár nyereséget hoztak.

#### A terrortámadások korszaka
1968-ban hajtottak végre először terrortámadás-kísérletet egy El Al-gép ellenː július 23-án a légitársaság egyik Boeing 707-esét, ami a 426-os számú járatot teljesítette Tel-Avivból Rómába, a Népi Front Palesztina Felszabadításáért nevű szélsőbaloldali szervezet három tagja eltérítette, és Algírba irányította. A gépeltérítőkkel folytatott tárgyalások 40 napig tartottak, de végül mind a gépeltérítők, mind az utasok, köztük 21 izraeli túsz, kiszabadultak. Ugyanezen év december 26-án ugyanazon szervezet két tagja megtámadott egy El Al-gépet az athéni nemzetközi repülőtéren, megölve egy izraeli szerelőt. Az Izraeli Védelmi Erők december 29-én az incidensre válaszul éjszakai rajtaütést hajtottak végre a libanoni Bejrút repülőterén, és a földön megsemmisítették a Middle East Airlines, a Trans Mediterranean Airways és a Lebanese International Airways 14 gépét. 1969. február 18-án palesztinok megtámadtak egy El Al-gépet a zürichi repülőtéren, megölve a másodpilótát és megsebesítve a pilótát. Egy palesztin támadót megöltek, másokat elítéltek, de később szabadon engedtek. Az év szeptembere és decembere között robbantásos és gránátos támadások történtek az El Al athéni, nyugat-berlini és brüsszeli irodái ellen. 1970 szeptemberében újabb, sikertelen gépeltérítési kísérlet történt.

### A 70-es évek

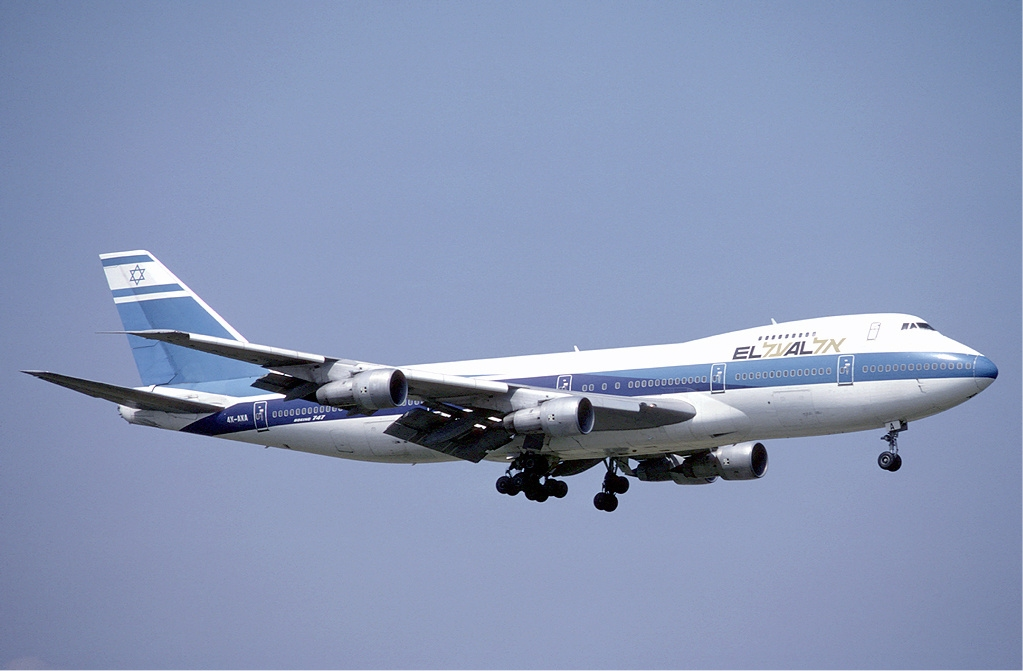
Boeing 747-200

Az El Al 1971-ben vette át első Boeing 747-es repülőgépét. Sokan úgy vélték, hogy a gép magas ára és a támadásoktól való félelem miatt ez kockázatos vásárlás volt, de az El Al népszerűsége a gép érkezése után virágzott. Egy másik Boeing 747-est 1973-ban szállítottak le, amellyel Tel-Aviv és New York között indítottak non-stop járatot. Az 1970-es évek közepén az El Al elkezdett olyan járatokat indítani Izraelen kívüli repülőterekről, amelyek ugyan szombaton indultak, de már a szombat végeztével szálltak le Izraelben. A kormánykoalíció konzervatív pártjai felháborodtak ezen a változáson, mivel úgy vélték, hogy ez a zsidó törvények megsértése, és ellentétes az államalapítás kezdetén aláírt megállapodással, amelyben az El Al megígérte, hogy nem repül szombaton. 1982-ben az újonnan megválasztott miniszterelnök, Menáhém Begín a Kneszet elé terjesztette a szombati járatok újbóli betiltásáról szóló törvényjavaslatot, ami 58:54 arányban át is ment. 1977-ben az El Al létrehozott egy charter leányvállalatot, az El Al Charter Services Ltd., amelyet később Sun D'Or International Airlines Ltd.-re kereszteltek át. Két évvel korábban a légitársaság az 1950-es évek vége óta először termelt veszteséget, ami nagyrészt a globális olajválság következménye volt.

### A századforduló környékén

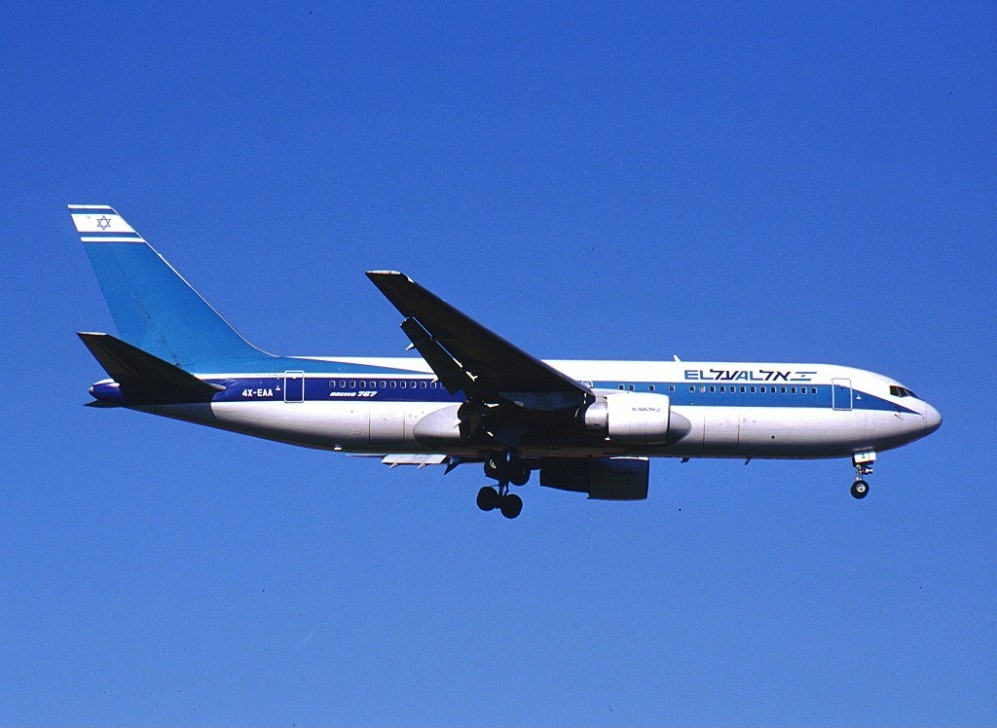
Boeing 767-200

Az El Al 1980 áprilisában, az Egyiptom és Izrael közötti békeszerződést követően indított járatokat Kairóba. 1982 végén, a munkaügyi viták és sztrájkok hosszú időszaka után az El Al működését felfüggesztették. Az üzemelés 1983 januárjában folytatódott, csődvédelem alatt. A kormány két új Boeing 737-es repülőgépet vásárolt, és bejelentette négy Boeing 767-es repülőgép beszerzésének tervét 200 millió dollárért. Négy éven belül az El Al ismét nyereséges lett. 1988 májusában újabb rekordot döntött, az azóta megdöntött, 1988 májusában Los Angelesből Tel-Avivba tartó non-stop járattal, amely 13 óra 41 perc alatt 7000 tengeri mérföldet (13 000 km) tett meg. 1990 januárjában a North American Airlines megkezdte az El Al amerikai célállomásait kiszolgáló járatok üzemeltetését. Az El Al 24,9 százalékos részesedéssel rendelkezett a légitársaságban, amíg 2003 júliusában vissza nem adta azt Dan McKinnonnak. Ekkorra az El Al már 20 repülőgépből álló flottát üzemeltetett, köztük kilenc Boeing 747-est, és megkezdte az elöregedő Boeing 707-esek Boeing 757-esekkel való felváltását. Még az év elején, a Szovjetunió összeomlását követően az El Al rendszeres járatokat indított Moszkvába. A volt Szovjetunióból akkoriban nem lehetett légijáratokat indítani, de 1991-ben engedélyt kaptak rá. A charterjáratok 1991 augusztusában indultak, és a bevándorlók az El Al menetrend szerinti járatain is elfoglalták az összes szabad helyet. Az Aeroflottal együttműködve az El Al három év alatt több mint 400 000 zsidó bevándorlót szállított Izraelbe.
1991. május 24-én az El Al Boeing 747-es teherszállító repülőgépe a Salamon-hadművelet keretében rekordszámú, 1088 etiópiai zsidót szállított Addisz-Abebából Izraelbe. A repülés során két csecsemő született. A gép kétszer annyi utast szállított, mint amennyire tervezték. Kevesebb mint 36 óra alatt 14 500 etiópiai zsidót repítettek Izraelbe. 1994. április 27-én az El Al megkapta első Boeing 747-400-asát. Az El Al az évtized közepén járatokat indított a Távol-Keletre, és 1995-ben aláírta első helymegosztási megállapodását az American Airlines-szal. 1995 februárjában véget ért a csődeljárás, amely alatt a légitársaság 1982 óta technikailag működött. 1996 júniusában elindult az első járta Izraelből Ammánba. 1996-ban az El Al 83,1 millió dollár veszteséget könyvelt el a terrorista tevékenységek újraindulása és a kormány "nyitott égbolt" politikája miatt. Hogy ebben az időszakban is repüljenek a gépei, az El Al bevezette a "sehová sem tartó" járatokat: az utasoknak különféle fedélzeti szórakozási lehetőségeket kínáltak, miközben a gép a Földközi-tenger felett keringett. Az egynapos londoni bevásárlóutakat és a kelet-európai vallási helyszínek meglátogatását is népszerűsítették. 1997-ben az El Al külön cargo részleget nyitott.

### 21. század
2000 márciusában az El Al átvette első Boeing 777-es gépét. A légitársaság ebben az évben felmérte, hogy a szombatonkénti üzemszünet miatt a cég évente 55 millió dollártól esik el. 2003-ban megkezdődött a cég privatizációja. 2010 augusztusában az El Al és a JetBlue megállapodást írt alá arról, hogy 2010 októberétől átszállásos jegyeket biztosítanak Izrael és 61 célállomás között az Egyesült Államokban.
2015-ben az El Al bevezette azt a követelményt, hogy a női légiutas-kísérők magas sarkú cipőt viseljenek, amíg az utasok le nem ülnek. 2015-ben a légitársaság munkavállalói szakszervezete kijelentette, hogy a követelmény veszélyezteti a légiutas-kísérők egészségét és biztonságát, és arra utasította tagjait, hogy hagyják figyelmen kívül a szabályt. Még abban az évben a követelményt eltörölték.

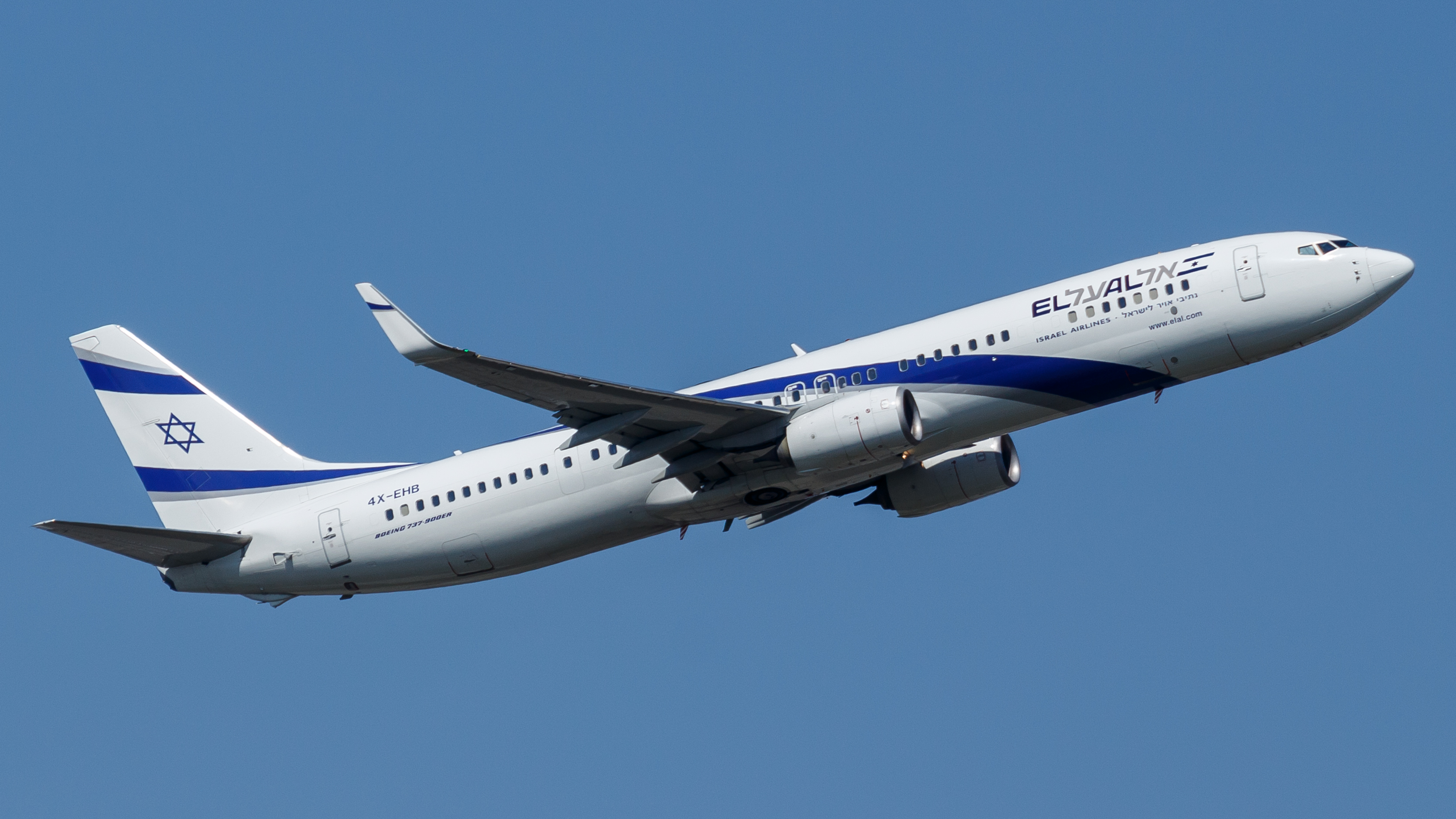
Boeing 737–900ER

2017 augusztusában a légitársaság átvette első Boeing 787 Dreamlinerét. 2017 májusában az El Al újraindította a Miami nemzetközi repülőtérre közlekedő járatát Boeing 777-200ER típusú repülőgéppel. Ez jelenleg az egyetlen nonstop járat Izraelből az Egyesült Államok délkeleti részére.
2019 júliusában az El Al nyugdíjazta utolsó teherszállító repülőgépét, egy Boeing 747-400F-et, megszüntetve ezzel a teherszállító járatokat. A légitársaság azt tervezi, hogy ezentúl más légitársaságok charterjáratait veszi igénybe erre a célra.
2020 márciusában az El Al felfüggesztette működését a folyamatban lévő Covid19-világjárvány miatt. Az izraeli kormány bejelentette, hogy az Izraelbe látogatóknak és az ott élőknek 14 napos karanténnak kell alávetniük magukat az országba érkezéskor. Az El Al néhány Boeing 787 Dreamliner repülőgépét át is alakította, hogy teherszállító járatként szolgáljon, hogy a tel-aviv-i Ben-Gurion repülőtéren keresztül orvosi árukat szállítson Kínából Európába. Az El Al felajánlott néhány személyszállító járatot is, hogy hazaszállítsa a bajba jutott izraeli állampolgárokat. Ezek a járatok Tel-Avivból többek között Miamiba, New Yorkba, Londonba és Párizsba indultak.

## Biztonság
Mivel az El Al a terrorizmus egyik lehetséges célpontja, a légitársaság szigorú biztonsági eljárásokat alkalmaz mind a földön, mind a repülőgépek fedélzetén. Bár ezek az eljárások időigényesek, mégis kivívták az El Al jó hírnevét. 2008-ban a Global Traveler magazin a világ legbiztonságosabb légitársaságának nevezte az El Alt.

### Rakétavédelmi rendszer
Az El Al a 2000-es évek eleje óta minden repülőgépét rakétaelhárító rendszerrel látta el, máig ez az egyetlen ilyen polgári légitársaság a világon. Ez a rendszer 2014 óta a következő elemekből állː egy rakétakövető kamera, egy rakétaérzékelő radar, ami a rakétát annak kilövése után azonnal észleli, és egy lézersugarat kilövő rendszer, ami megsemmisíti azt.

### Repülőtéri biztonsági intézkedések
A tel-avivi Ben-Gurion repülőtéren civil ruhás és egyenruhás ügynökök figyelik a területet a robbanóanyagok, gyanús viselkedés és egyéb fenyegetések kiszűrésének céljából. Fegyveres biztonsági személyzet biztosítja a védelmet az El Al minden járatán. A terminálon belül az utasokat és csomagjaikat egy képzett csapat ellenőrzi. Az El Al biztonsági eljárásai megkövetelik, hogy a beszállás előtt minden utast egyenként meghallgassanak, ami lehetővé teszi az El Al személyzetének, hogy azonosítsa az esetleges biztonsági fenyegetéseket. Az utasoknak kérdéseket tesznek fel a származási helyükről, az utazásuk okáról, a munkájukról vagy foglalkozásukról, valamint arról, hogy saját maguk csomagoltak-e be. Az El Al úgy véli, hogy a kérdezőbiztosok felismerik az idegesség jeleit a gyanús utasokon.
A becsekkolásnál az utasok útleveleit szigorúan ellenőrzik, a matricával nem rendelkezőket nem fogadják el. Az útlevél-ellenőrzésnél az utasok nevét összevetik az FBI, a Kanadai Biztonsági Hírszerző Szolgálat (CSIS), a Scotland Yard, a Shin Bet és az Interpol adatbázisaiból származó információkkal. A poggyászokat az automata mellett néha kézzel is átvizsgálják.

### Repülésbiztonság
Az El Al minden járatán tartózkodnak az utasok közé beépülő légimarsallok, akik rejtett testkamerát és lőfegyvert viselnek. Az El Al összes repülőgépének pilótafülkéje dupla ajtóval rendelkezik, hogy megakadályozza az illetéktelenek bejutását. Az ajtókhoz kód szükséges, és a második ajtó csak akkor nyílik ki, ha az első bezárult, és a belépni kívánó személyt a kapitány vagy az első tiszt azonosította. Továbbá megerősített acélpadló választja el az utasteret a csomagtértől.

## Viták és kritikák

### Biztonsági aggályok
Magyarországon egy bíróság figyelmeztetésben részesítette a légitársaságot, mert az megtagadta egy poggyász átvizsgálását az utas jelenlétében, és ezzel szembement a magyar törvényekkel, amelyek szerint csak az arra felhatalmazott tisztviselők végezhetnek ilyen átvizsgálást.
2008-ban Izraelben polgári pert indított a légitársaság ellen az Izraeli Polgári Jogi Szövetség, amely azt állította, hogy az El Al a biztonsági ellenőrzésnél etnikai alapon fordít nagyobb figyelmet az arab és a fekete bőrű utasokra. 2015-ben a bíróság eljárási okokból elutasította a beadványt, részben elfogadva a kormány érvelését, "hogy nem tudott teljesen változtatni anélkül, hogy ne terhelné súlyosan az összes utazót", de összesen 30 000 sékelt térített meg az Izraeli Polgári Jogi Szövetségnek a jogi költségeiért, és megállapította, hogy a per "már elérte, hogy a biztonság kevésbé legyen diszkriminatív."

### A női utasokkal való bánásmód
2014 szeptemberében arról számoltak be, hogy többször előfordult, hogy egyes ultraortodox vallású férfi utasok nem voltak hajlandóak női utasok mellé ülni, ami néha késleltette a járatokat. Ennek eredményeképpen civilek petíciót indítottak a change.org-on, hogy nyomást gyakoroljanak az El Alra, hogy változtassa meg a politikáját, amely szerint a járatokon az ultraortodox utasok szabadon választhatnak ülőhelyet. Az incidenseket követően Iris Richman, a Jewish Voices Together - egy olyan csoport, amely a vallási pluralizmus kérdéseivel foglalkozik Izraelben és az Egyesült Államokban - alapítója arra biztatta az utasokat, hogy tiltakozzanak a szabály ellen az amerikai diszkriminációellenes törvényre hivatkozva.
Az El Al válaszul azt közölte, hogy nincs külön szabály az olyan helyzetek kezelésére, amikor férfiak nem hajlandóak női utasok mellé ülni, ehelyett eseti alapon próbálják kielégíteni az ilyen incidensekben érintett utasokat.
2016 februárjában egy izraeli nő sikeres pert indított az El Al ellen, miután érintett volt egy olyan incidensben, amikor egy ultraortodox férfi nem volt hajlandó mellé ülni a Newark Liberty nemzetközi repülőtérről Tel-Avivba tartó járaton, és a légiutas-kísérők megkérték, hogy cseréljen helyet. 2018-ban a légitársaság végül azt a döntést hozta, hogy eltávolít a fedélzetről minden olyan utast, aki nem hajlandó ellenkező nemű utas mellé ülni.

## Úti célok

Izrael
Országok, ahová az El Al menetrend szerinti járatokat indít
Országok, ahová csak teherszállító járatok indulnak
Országok, ahová csak helymegosztással indulnak járatok

Az El Al négy kontinens összesen 31 országába repül. A légitársaság számos észak-amerikai nagyvárost szolgál ki, mint például New York, Miami, Los Angeles és Boston. Ázsiába is kiterjesztették szolgáltatásaikat, mint például Bangkokba, Mumbaiba, Pekingbe, Hongkongba és Tokióba. Szaúd-Arábia azonban 2020 szeptemberében nyitotta meg először a légterét az izraeli repülőgépek előtt, innentől az ázsiai járatok száma nőtt. Az El Al a dél-afrikai Johannesburgba és a tanzániai Zanzibárba is kínál járatokat.
2022 júniusában a légitársaság bejelentette, hogy 2022. október 27-i hatállyal határozatlan időre felfüggeszti a torontói járatokat, ezáltal véget vetve az El Al 40 éves kanadai jelenlétének.

### Partnerek
Az El Al helymegosztási megállapodást kötött az alábbi légitársaságokkal:
- Aerolíneas Argentinas
- Aeroméxico
- Air China
- Air Serbia
- Alaska Airlines
- American Airlines
- Ethiopian Airlines
- Etihad Airways
- Gulf Air
- Hong Kong Airlines
- Iberia
- JetBlue Airways
- Kenya Airways
- LATAM Brasil
- LOT
- Porter Airlines
- Qantas
- S7 Airlines
- Swiss International Air Lines
- TAP Portugal
- Thai Airways International
- Vietnam Airlines

## Flotta

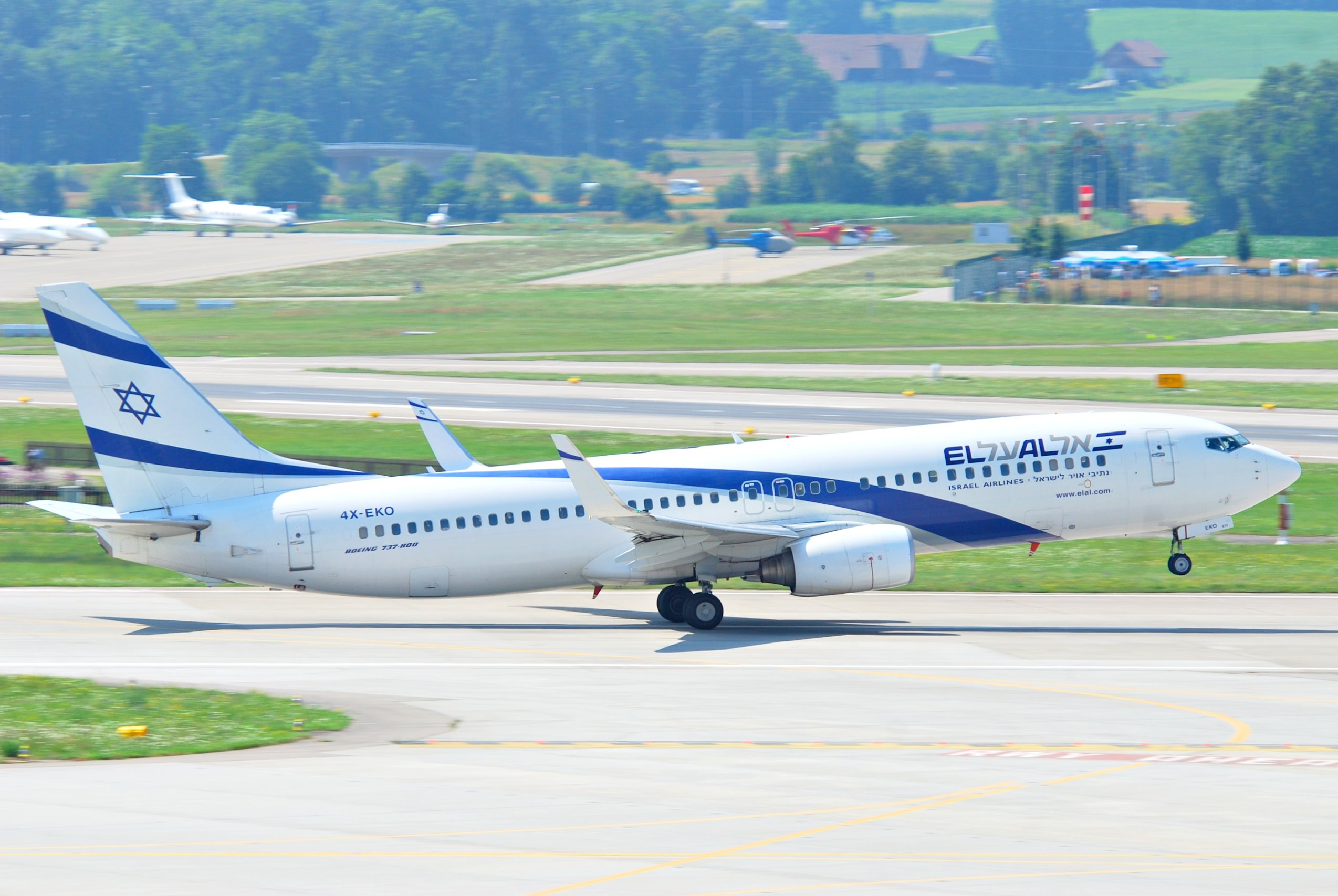
Boeing 737–800

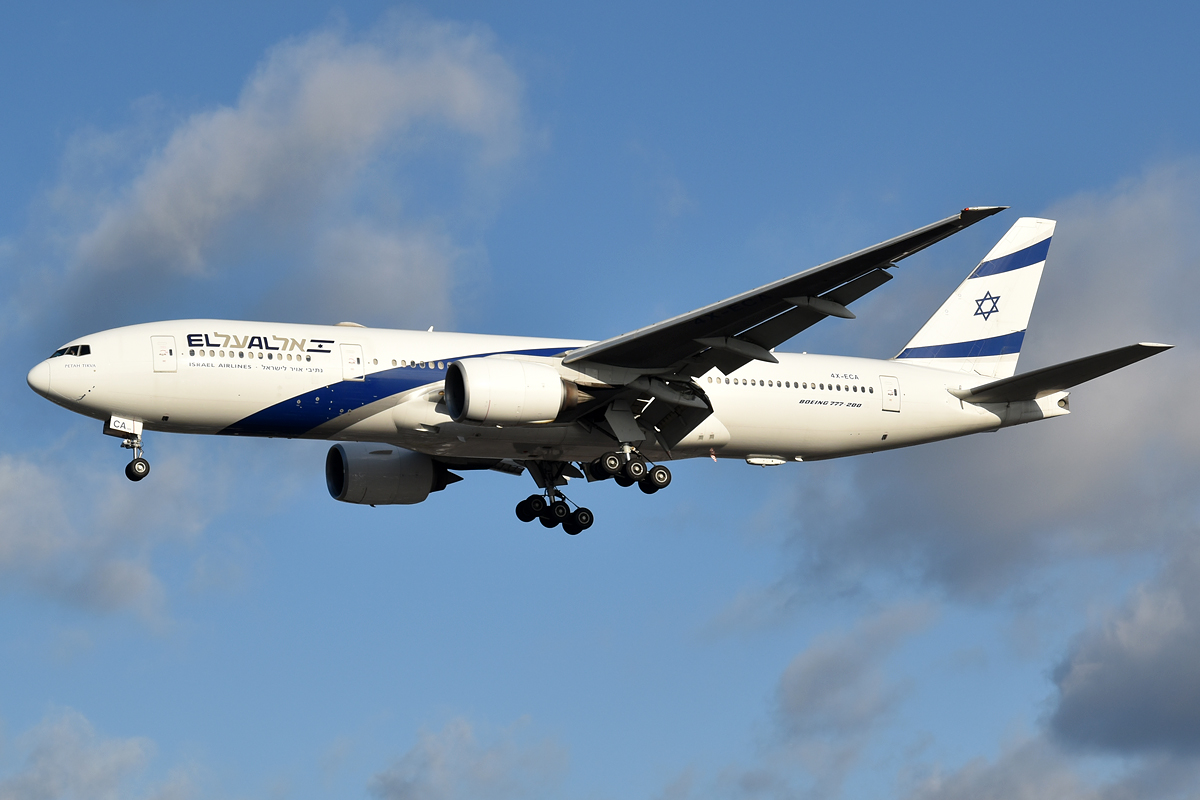
Boeing 777–200ER

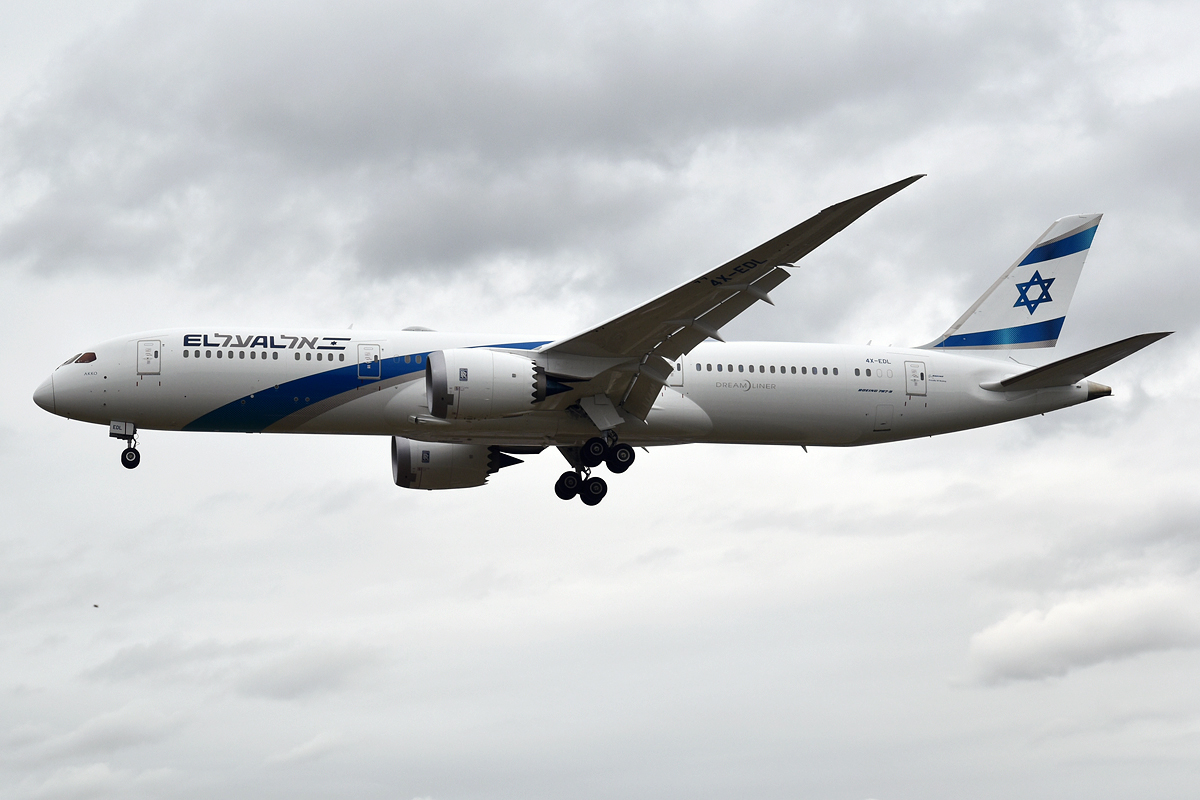
Boeing 787–9

### Jelenlegi flotta
| Típus            | Szolgálatban | Megrendelés | Utaskapacitás | Utaskapacitás | Utaskapacitás | Utaskapacitás | Utaskapacitás | Megjegyzések                   |
| Típus            | Szolgálatban | Megrendelés | F             | C             | P             | Y             | Összesen      | Megjegyzések                   |
| ---------------- | ------------ | ----------- | ------------- | ------------- | ------------- | ------------- | ------------- | ------------------------------ |
| Boeing 737–800   | 15           | 2           | —             | 16            | —             | 150           | 166           | 2 darabot a Sun d'Or üzemeltet |
| Boeing 737–900ER | 8            | —           | —             | 16            | —             | 159           | 175           |                                |
| Boeing 777–200ER | 6            | —           | 6             | 35            | 34            | 204           | 279           |                                |
| Boeing 787–8     | 3            | 1           | —             | 20            | 35            | 183           | 238           |                                |
| Boeing 787–9     | 12           | 1           | —             | 32            | 35            | 204           | 271           |                                |
| Boeing 787–9     | 12           | 1           | —             | 32            | 28            | 222           | 282           |                                |
| Összesen         | 44           | 4           |               |               |               |               |               |                                |

### Korábbi flotta
Az El Al a múltban a következő repülőgépeket üzemeltetteː
- Boeing 707
- Boeing 720
- Boeing 737–200
- Boeing 737–700
- Boeing 747–100
- Boeing 747–200
- Boeing 747–300
- Boeing 747–400
- Boeing 747–400F
- Boeing 757–200
- Boeing 767–200ER
- Boeing 767–300ER
- McDonnell Douglas MD–11
- Bristol Britannia
- Curtiss C–46 Commando
- Douglas DC–4
- Lockheed Constellation

## Szolgáltatások

### Törzsutas klub
Az El Al törzsutasklubja a Matmid, ami 2004-ben indult. Öt szintje van: Matmid, Matmid Silver, Matmid Gold, Matmid Platinum és Matmid TOP Platinum. A programban összegyűjtött pontok bónuszjegyekre, repüléskorrekciókra, valamint autóbérlési, szállodai és egyéb termékekre, szolgáltatásokra vonatkozó kedvezményekre jogosítják a tagokat. A partner légitársaságokkal való utazásokért, valamint a partner szállodákban eltöltött éjszakákért és a hitelkártyás vásárlásokért is járnak pontok.

### Osztályok
- Első osztályː csak a Boeing 777 gépeken érhető el
- Business osztályː minden gépen elérhető
- Prémium turistaosztályː elérhető a 777 és 787 típusú gépeken
- Turistaosztályː minden gépen elérhető

### Multimédia
A Boeing 777-200ER és a Boeing 787-es repülőgépek mindegyike rendelkezik személyes AVOD képernyővel. Az El Al-alkalmazás által iPadekkel és okostelefonokkal történő streamelés a Boeing 737-900ER és néhány Boeing 737-800-as repülőgépen biztosított, ahol nincsenek személyes AVOD-képernyők.

## Balesetek és események
Története során az El Al számos balesetben és incidensben volt érintett, melyek közül a legtöbb terrorizmushoz kapcsolódik, főleg az 1968 és 1990 közötti időszakban. Ennek ellenére 1955 óta nem történt halálos baleset egyetlen utasszállító járattal sem.

### Terrorizmushoz kapcsolódó incidensek
- 1968. július 23-án az El Al 426-os járatát, ami New Yorkból indult Tel-Avivba Róma érintésével, és amelyet a 4X-ATA lajstromjelű Boeing 707-458C típusú gép teljesített, a Népi Front Palesztina Felszabadításáért (PFLP) három tagja röviddel a római repülőtérről való felszállás után eltérítette, és erőszakkal Algírba irányították. A gépeltérítés 40 nap után ért véget, és ez az egyetlen sikeres gépeltérítés, ami egy El Al-járatot érintett.
- 1969. február 18-án a 4X-ABB lajstromjelű Boeing 720-058B típusú gép által teljesített, 432-es számú El Al-járatot a PFLP tagjai megtámadták a zürichi repülőtéren, miközben felszálláshoz készülődött, útban Amszterdamból Tel-Avivba, egy zürichi közbenső megállóval. Hét ember megsebesült, köztük a másodpilóta, aki később belehalt sérüléseibe. A repülőgép fedélzetén lévő biztonsági személyzet részvételével lezajlott tűzharcban egy gépeltérítő meghalt, a többieket letartóztatták. A gépeltérítőket később a svájci Winterthurban bíróság elé állították, de egy évvel később szabadon engedték őket.
- 1970. szeptember 6-án az El Al 429-es, Tel-Avivból Amszterdam érintésével New Yorkba közlekedő járatát amelyet egy 4X-ATB lajstromjelű Boeing 707-458C típusú gép teljesített, Leila Khaled és Patrick Argüello, a PLFB-vel együttműködő terroristák megpróbálták eltéríteni Amszterdamban, de a kísérletet a pilóták, az utaskísérő személyzet és a fedélzeti légimarsallok meghiúsították. A repülőgép a Heathrow repülőtérre repült át, ahol Argüellót és Khaledet átadták a brit hatóságoknak; Argüello, akit korábban meglőttek, a kórházban meghalt.
- 1972. augusztus 16-án az El Al 444-es járatának poggyásztérében bomba robbant, nem sokkal a római felszállás után. A gép biztonságban visszatért Rómába, nem volt halálos áldozat. A bombát két brit állampolgár poggyászában rejtették el, akik a bombákat arab ismerőseikkel együttműködve helyezték el.
- 1975. január 13-án több palesztin férfi sikertelen kísérletet tett arra, hogy megsemmisítse a párizsi Orly repülőtéren parkoló El Al-repülőgépet. A férfiak január 17-én ismét megpróbálkoztak, szintén sikertelenül.
- 1985. december 27-én, miután több sikertelen kísérletet is tettek az El Al repülőgépek megtámadására, a Fatah Forradalmi Tanács gerillaharcosai megtámadták az El Al és a Trans World Airlines jegypénztárait Róma-Fiumicino és Bécs-Schwechat repülőtereken, 18 ember halálát okozva.
- 1986. április 18-án egy terrortámadást hiúsítottak meg a Hindawi-ügy néven ismertté vált akcióban. Egy Anne-Marie Murphy nevű terhes ír nő éppen fel akart szállni az El Al járatára a londoni Heathrow repülőtéren, amikor a táskájában három kiló műanyag robbanóanyagot találtak. Ezeket a vőlegénye, Nezar Hindawi helyezte el, akinek egy másik járatra volt jegye. Hindawit 45 év börtönre ítélték. Bizonyíték volt arra, hogy szíriai tisztviselők is részt vettek az akcióban, és ennek következtében az Egyesült Királyság megszakította diplomáciai kapcsolatait Szíriával.
- 2002. július 4-én Hesham Mohamed Hadayet hat izraeli utast lőtt le az El Al jegypénztáránál a Los Angeles-i nemzetközi repülőtéren, mielőtt az El Al egyik biztonsági őre lelőtte.
- 2002. november 17-én az El Al 581-es, Tel-Avivból Isztambulba tartó járatát, amit egy Boeing 767–258ER típusú gép teljesített, megpróbálta eltéríteni egy 23 éves izraeli arab férfi. A terrorista megpróbált behatolni a pilótafülkébe, azzal a céllal, hogy a gépet visszairányítsa Tel-Avivba, majd a szeptember 11-i merénylethez hasonlóan egy felhőkarcolónak vezesse. A kísérlet kudarcba fulladt, miután a biztonságiak elfogták.

### Balesetek
- 1951. november 24-én a 4X-ADN lajstromjelű Douglas DC–4-es repülőgép, ami az El Al Tel-Aviv–Zürich–Amszterdam teherszállító járatát teljesítette, Zürich közelében lezuhant. A személyzet 6 tagja életét vesztette.[19]
- 1955. július 27-én az El Al 402-es járatát, amit a 4X-AKC lajstromjelű Lockheed Constellation teljesített, illegálisan behatolt Bulgária légterébe, amire válaszul a bolgár légierő két vadászgépe kilőtte Blagoevgrad felett, Szófia közelében. A fedélzeten tartózkodó 58 személy meghalt.[20]
- 1992. október 4-én az El Al 1862-es járata, az amszterdami megállóval New Yorkból Tel-Avivba tartó, 4X-AXG lajstromjelű Boeing 747–258F teherszállító repülőgép felszállás után két lakóházra zuhant Bijlmermeerben, Amszterdam egyik városrészében. A balesetet a 3-as hajtómű gyújtócsapjainak szerkezeti meghibásodása okozta, aminek következtében a hajtómű levált a repülőgépről, magával rántva a 4-es hajtóművet is, aminek következtében a gép erősen jobbra kezdett húzni. A pilóták megpróbáltak visszatérni a repülőtérre, de a sebesség csökkentése hatására a gép lezuhant. A személyzet négy tagja, valamint 39 földön tartózkodó személy életét vesztette.[21]Az 1992-es amszterdami katasztrófa emlékhelye

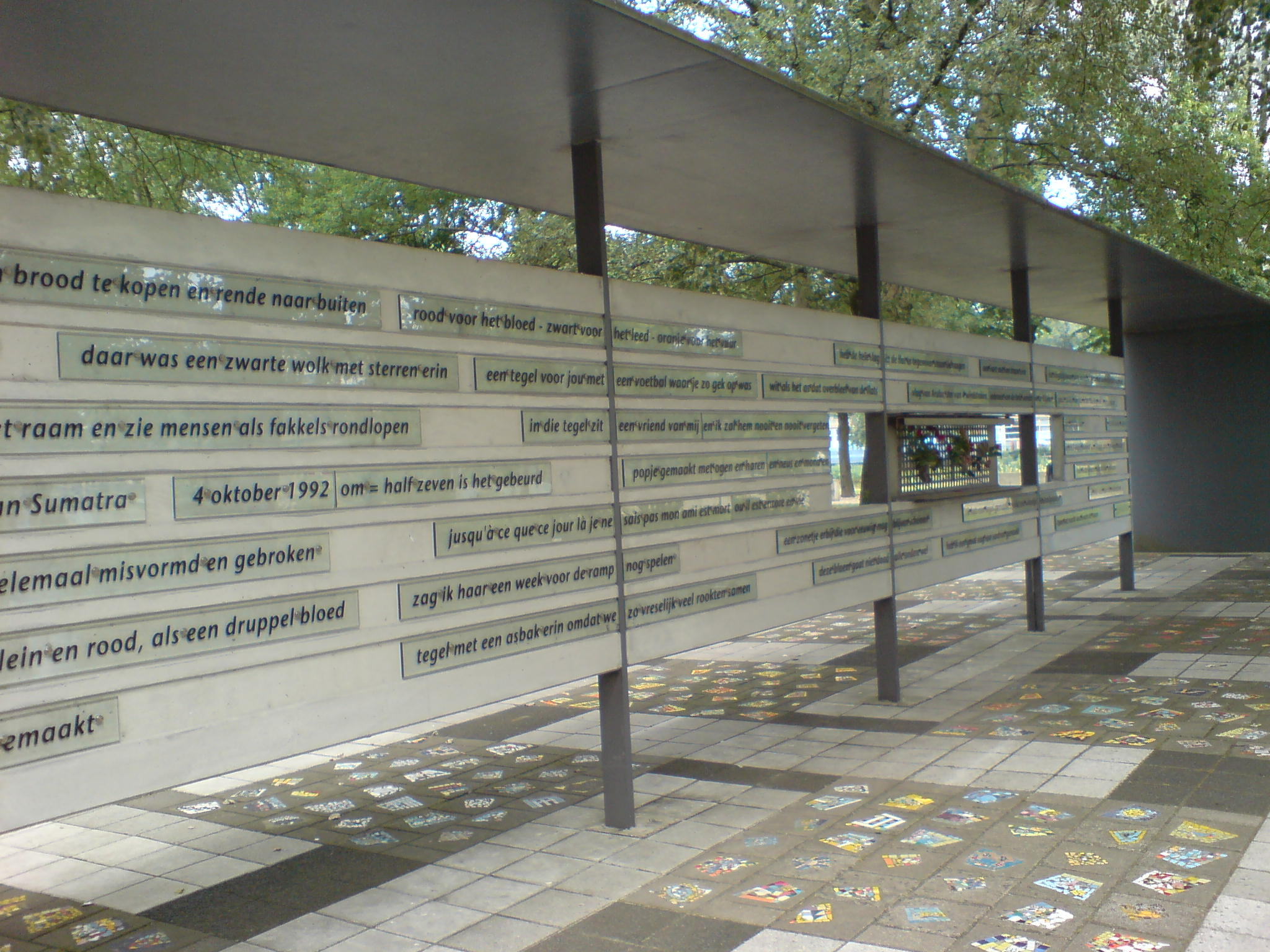
Az 1992-es amszterdami katasztrófa emlékhelye